# 凯特海伊
凯特海伊（匈牙利語：Kéthely）是匈牙利绍莫吉州所辖的一个村。总面积49.06平方公里，总人口2363，人口密度48.2人/平方公里（2011年1月1日）。